# Drycothaea curtula
Drycothaea curtula là một loài bọ cánh cứng trong họ Cerambycidae.